# Глен
Глен (фр. Glennes) насеље је и општина у североисточној Француској у региону Пикардија, у департману Ен (Пикардија) која припада префектури Соасон.
По подацима из 2011. године у општини је живело 231 становника, а густина насељености је износила 26,95 становника/km². Општина се простире на површини од 8,57 km². Налази се на средњој надморској висини од 150 метара (максималној 193 m, а минималној 71 m).

## Демографија
| 1962. | 1968. | 1975. | 1982. | 1990. | 1999. | 2011. |
| ----- | ----- | ----- | ----- | ----- | ----- | ----- |
| 140   | 151   | 136   | 135   | 129   | 143   | 231   |

График промене броја становника у току последњих година